# مسيبة (دماء والطائيين)
مسيبة منطقة سكنية تقع في ولاية دماء والطائيين، التابعة لمحافظة شمال الشرقية في سلطنة عمان. يقدر عدد سكانها بـ 7 نسمة حسب إحصاء عام 2010 التابع للمركز الوطني للإحصاء والمعلومات الحكومي. رمز المنطقة هو 90620250.

## الوصلات الخارجية
- المركز الوطني للإحصاء والمعلومات، سلطنة عمان